# Керамика раку

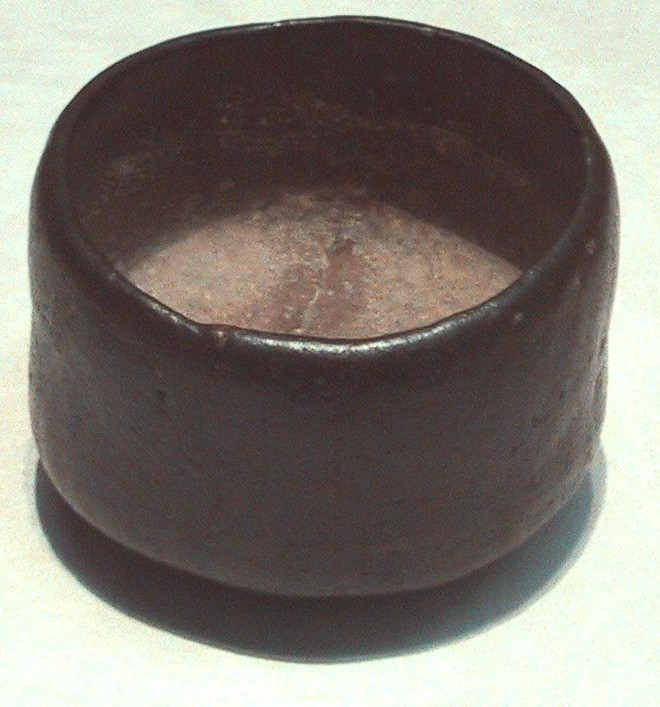
Чаша для чая в стиле раку периода Адзути-Момояма,Токийский национальный музей.

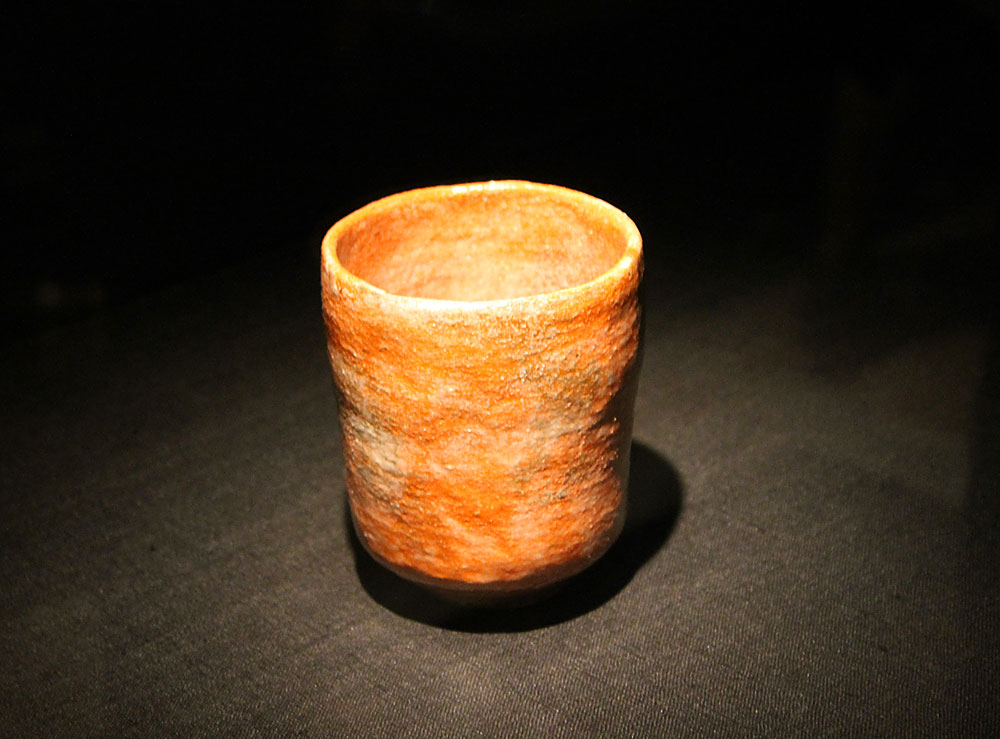
Красная чаша-раку «Сандзин» («Горный житель»). Раку Доню (1599—1656). Музей Раку, Киото.

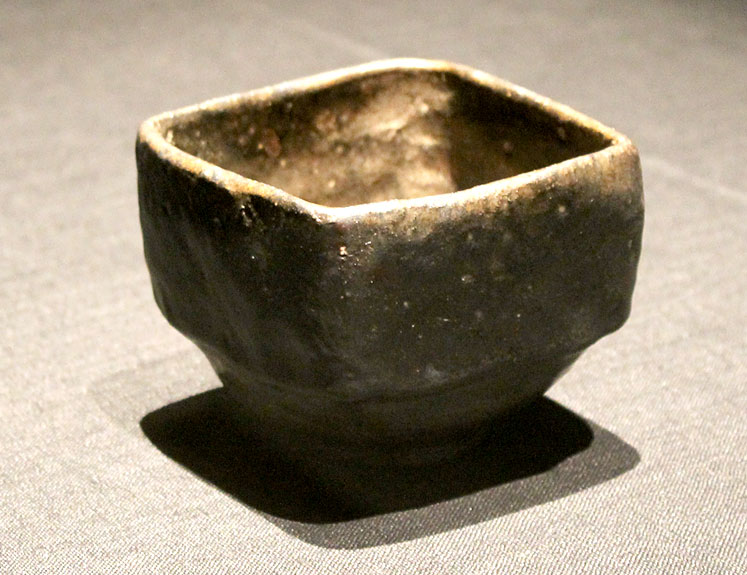
Чёрная чайная чаша-раку «Мукигури» («Очищенный каштан»). Раку Тёдзиро (?—1589). Собрание Агентства по делам культуры Японии.

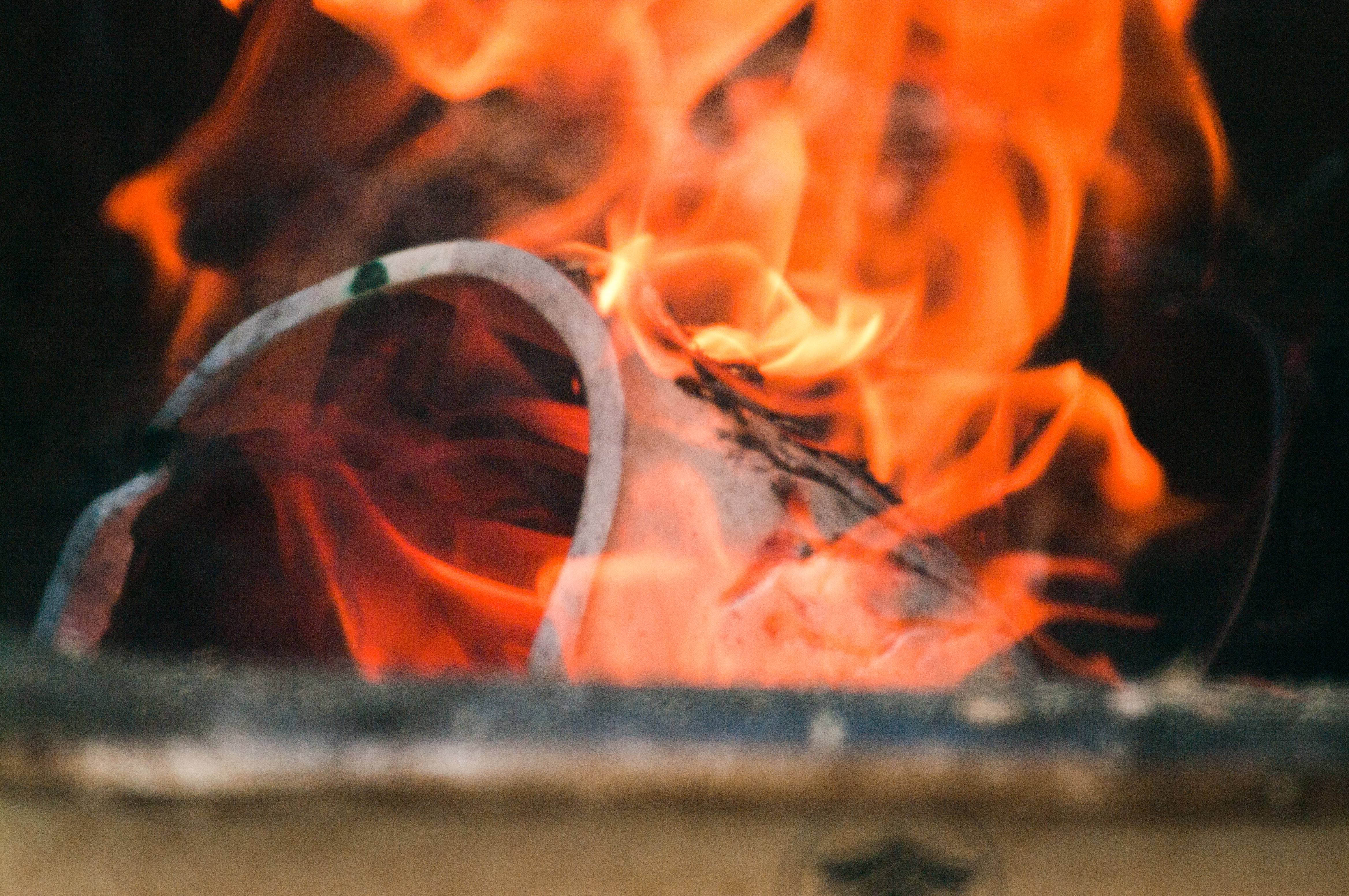
Процесс обжига сосуда

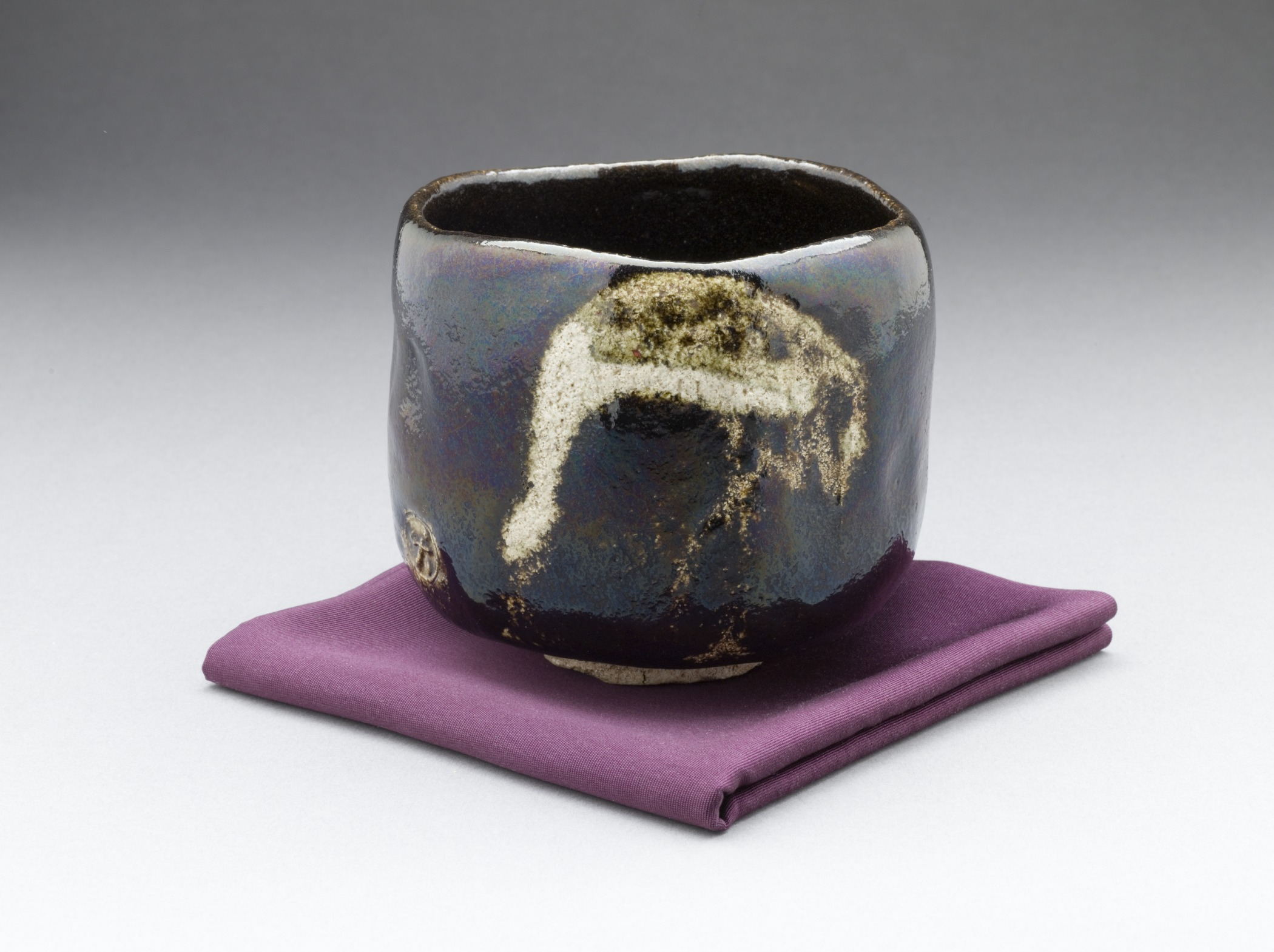
Чёрная чаша «Сёрэй» (Состарившаяся сосна), работа Раку IX (1756—1838)

Керамика раку (яп. 楽焼 раку-яки) — тип японской керамики, традиционно используемой в японской чайной церемонии, в первую очередь, это чаши для чая. Однако в стиле раку изготавливались также курильницы коро, коробочки для благовоний кобо, цветочные вазы кабин и сосуды для чистой холодной воды мидзусаси. Для керамики раку характерна ручная формовка глины вместо использования гончарного круга — в результате этого каждый предмет оказывается уникальным. Низкие температуры обжига дают довольно пористую поверхность, посуду достают из печи раскалённой и кладут в специальные капсули, где позволяют изделиям остыть. В качестве покрытия используется чёрная или прозрачная глазурь.

## История
Керамика раку берет своё начало в черепичных мастерских в Киото, основанных в XVI веке, но популярность керамика приобрела только в конце столетия, когда производство сосредоточилось на изготовлении чайных чаш, которые помечали иероглифом 楽. Термин раку (буквально «наслаждение» или «простота, естественность») происходит от слова Дзюракудай, названия дворца в Киото, построенного для Тоётоми Хидэёси (1537—1598), объединителя Японии. В строительстве дворца принимал участие знаменитый мастер чайной церемонии Сэн-но Рикю, который попросил работавшего там мастера по изготовлению цветной черепицы Танака Тёдзиро сделать чаши, которые воплощали бы эстетику ваби-саби. Танака Тёдзиро изготовил простые чаши, которые соответствовали философии дзэн и представлению Рикю об идеальной чайной церемонии.
Семье мастера Тёдзиро была дарована фамилия Раку, и на протяжении нескольких столетий вот более 15 поколений этой семьи занимаются производством посуды в стиле раку. Слово «раку» и стиль раку как воплощение эстетического принципа ваби-саби оказали значительное влияние на японскую литературу и культуру в целом. Достаточно сказать, что после смерти Сэн-но Рикю вещи японского происхождения (вамоно) стали пользоваться невероятной популярностью и многие керамические школы самостоятельно выпускали аналогичные изделия. Тоётоми Хидэёси жаловал семье Раку золотую печать с иероглифом 樂, который они стали ставить на свои произведения.
До XX века керамика раку не имела популярности на Западе, так как сильно отличалась от ранее экспортируемых из Японии товаров декоративно-прикладного искусства. Первым европейцем, кто обратил внимание на раку, был Бернард Лич — британский художник, который в 1909 году прибыл в Японию и через общение с членами общества «Сиракаба» познакомился с керамикой раку. После Лич обучался у Урано Сигэтики, а в своей «Книге гончара» описал технику производства керамики раку, поспособствовав популяризации этого вида за рубежом.

## Художественные особенности
Ручная лепка даёт асимметрию контура и неравномерную толщину стенок изделия, что является воплощением идей естественности и простоты. Помимо ручной формовки тэдзукуринэ (без помощи гончарного круга) мастер Тёдзиро использовал обработку шпателем внутренних и внешних стен чайных чаш раку, срезая излишки глины. С технологической и художественной точек зрения изготовление этих изделий является делом весьма сложным — печи для керамики раку должны быть открытыми, температура в них быстро поднимается, и процесс изъятия обожженных изделий должен происходить, пока керамика не начала остывать. Функциональное предназначение керамики раку определяло её форму, вес, особенности обжига, глазурования, предельно простого декора. Низкая температура обжига и особое качество глины позволяли создавать необычайно лёгкие, долговечные и теплоёмкие чаши, которые, в отличие от конических и тонких китайских чаш тэммоку, имели цилиндрическую форму и широкое дно, а также дольше сохраняли тепло. Помимо этого чаши тэммоку были более богато украшены и отличались от грубо выполненных изделий раку. После официального запрета, введённого в Киото в конце XX века на большие печи, в которых использовался уголь для обжига керамики, действующий глава дома Раку Китидзаэмон XV создавал только небольшие по размеру керамические изделия, чёрные и красные чаши раку.

## Раку Китидзаэмон
Раку Китидзаэмон (родился в 1949 году, Токио) — пятнадцатый глава школы Раку, возглавляет некоммерческую организацию «Художественный музей Раку». Изначально Раку Китидзаэмон изучал скульптуру в Римской академии изящных искусств и не планировал продолжать семейное дело, однако позже в Италии он попал на курсы по изучению тя-но-ю, где открыл для себя «подлинную доброту» чаш, после чего присоединился к учебной группе, постигая основы чайной церемонии на итальянском языке. Некоторые из работ Китидзаэмона XV выполнены в авангардном стиле и носят название якинуки тяван. Они подверглись критике из-за отхода от наследия первого мастера Тёдзиро, однако сам Китидзаэмон считает, что экспрессивность его изделий продолжает традицию стиля раку, который изначально бросил вызов существующим нормам чайной керамики.